# Lukas David

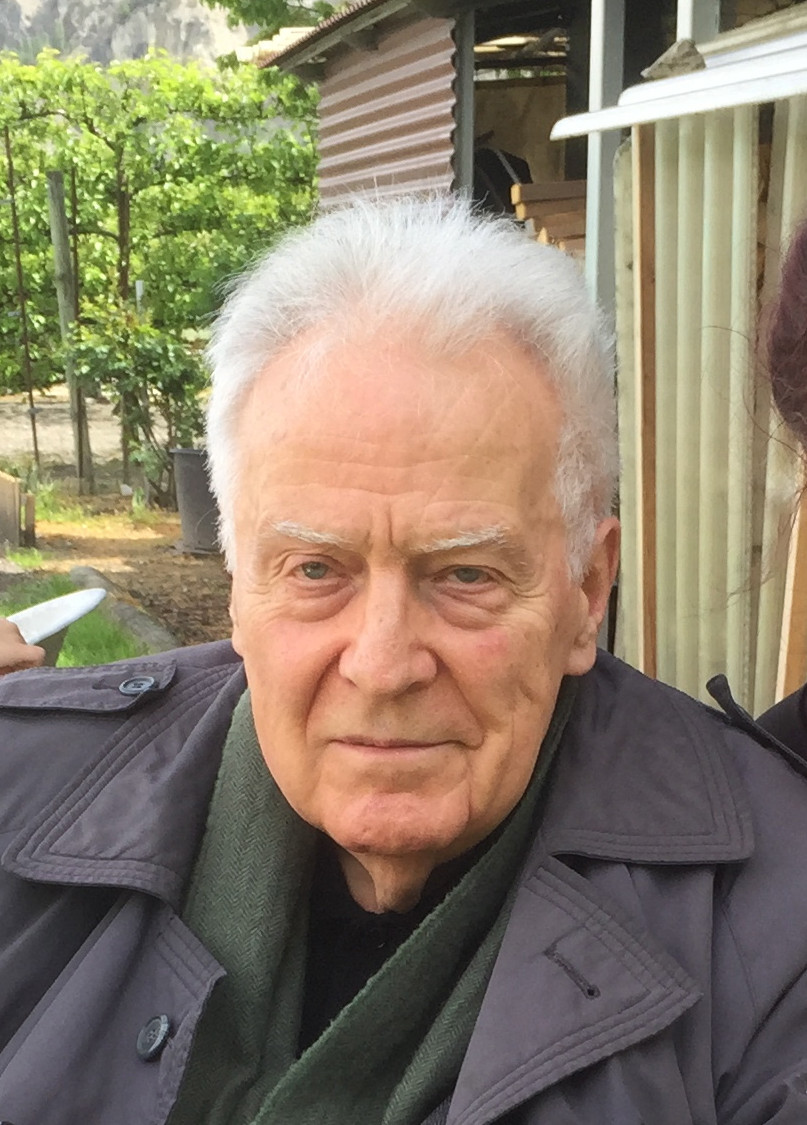
Lukas David, 2015

Lukas Florian David (* 5. Juni 1934 in Wels; † 11. Oktober 2021 in Lemgo) war ein österreichischer Violinist.

## Leben
Lukas David wurde als jüngerer Sohn des Komponisten und Dirigenten Johann Nepomuk David (1895–1977) und dessen Frau Berta Eybl geboren. Sein älterer Bruder war der Komponist und Dirigent Thomas Christian David (1925–2006). Seinen ersten Geigenunterricht erhielt er an der Staatlichen Hochschule für Musik in Leipzig. Später war er Schüler von Max Strub am Mozarteum in Salzburg und von Max Kergl an der Staatlichen Hochschule für Musik Stuttgart. Im Alter von 14 Jahren hatte er seinen ersten öffentlichen Auftritt. Von 1949 bis 1957 studierte er in der Meisterklasse von Tibor Varga und war danach bis 1959 dessen Assistent an der Nordwestdeutschen Musikakademie Detmold. Außerdem absolvierte er einen Meisterkurs bei Nathan Milstein.
Als Violinist fand er internationale Beachtung, Konzertreisen führten ihn durch Europa, nach Asien, in die USA, nach Südamerika und Südafrika. Schwerpunkt seiner Arbeit waren das romantische und das zeitgenössische Repertoire, so brachte er auch mehrere Solokonzerte seines Vaters zur Aufführung. In der peruanischen Hauptstadt Lima richtete er jährlich das Lukas David Chamber Music Festival aus. 1958 erhielt er den Förderpreis des Landes Nordrhein-Westfalen.
Ab 1959 leitete David eine Hauptfachklasse an der Wiener Musikakademie. Von 1966 bis 1998 war er als Professor an der Hochschule für Musik Detmold tätig. Er war Mitglied der Hannoveraner Freimaurerloge Zur Ceder.